# Craig Tanner
Craig David Tanner (Reading, 27 ottobre 1994) è un calciatore inglese, attaccante dell'Ebbsfleet Utd.

## Carriera
Nella stagione 2014-2015 ha giocato 3 partite nella seconda divisione inglese con la maglia del Reading, trascorrendo poi le due stagioni successive in prestito in quarta divisione. Tra il 2017 ed il 2019 ha totalizzato complessivamente 26 presenze e 6 reti nella prima divisione scozzese con la maglia del Motherwell.

## Palmarès

### Club

#### Competizioni nazionali
- National League South: 1

Ebbsfleet United: 2022-2023